# Перстень «Мертва голова»

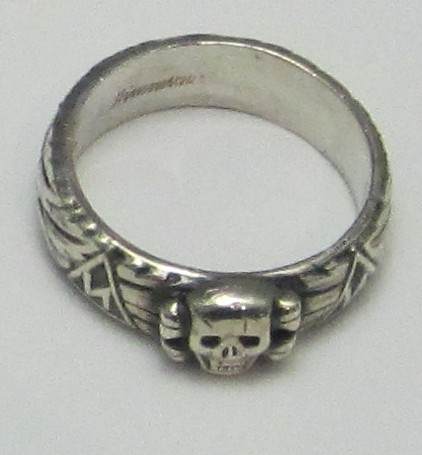
Перстень «Мертва голова»

Перстень «Мертва голова» (нім. Totenkopfring) або Почесний перстень СС (нім. SS-Ehrenring) — персональна відзнака, що видавалась особисто Генріхом Гімлером членам СС.
Первинно перснем нагороджувались старші офіцери «старої гвардії» (їх було менше 5000 чоловік), котрі продемонстрували виняткову мужність та лідерські якості в бою. Але надалі правила отримання персня спростились й уже до 1939 року практично кожен офіцер СС, що прослужив понад 3 роки, міг мати таку нагороду. Штаби SS Abschnitte (округів СС) регулярно подавали нагору нагородні листи, доповнені розмірами пальців. В SS Personalhauptamt (Департамент особового складу СС) розглядали списки й відправляли на місця персні з аркушами нагороди. Як додаткова умова аркуш дисциплінарних стягнень мав бути чистим.
Виготовленням перснів займалась компанія Gahr & Co. в Мюнхені. 17 жовтня 1944 року виготовлення перснів було зупинено через скрутне економічне становище в країні «до завершення війни». До цього моменту було виготовлено 14500 перснів. Перстень виготовлявся зі срібної пластинки методом лиття, потім кільце згиналось, і до нього припаювалась «Мертва голова» — череп з кістками. Уже готовий перстень проходив ручну ювелірну обробку. У різні роки існували різні конфігурації черепа, які дещо відрізнялися між собою.
Перстень носили на підмізинному пальці лівої руки черепом до себе. Його вручення, як правило, було присвячено до присвоєння чергового звання.

## Дизайн
Дизайн персня розробив Карл Марія Вілігут.
Персні виготовлялись зі срібла. Руни на персні відображують зацікавленість Гіммлера міфологією та окультизмом:
- Череп (мертва голова, нім. Totenkopf) — популярний у військах СС символ, здавна використовувався в арміях Німеччини та Пруссії.
- Свастика для нацистів означала символ сили арійської раси.
- 2 руни совіло символізують перемогу.
- Руна гаґалаз уособлює віру й товариськість, що й пропагували керівники організації.

На внутрішньому боці перстня було вигравіюване ім'я власника (ініціали), прізвище (цілком), дата вручення, факсиміле підпису Гіммлера й абревіатура S Lb. — «Seinem Lieben» (нім. його улюбленцю). Разом з перстнем вручалась і спеціальна коробочка для його зберігання, прикрашена рунами СС.

## Текст нагородного листа
|  | Я нагороджую вас перстнем СС «Мертва голова». Цей перстень символізує відданість фюреру, наше непохитне підпорядкування й наше братерство й дружбу. Мертва голова нагадує нам те, що ми маємо бути завжди готовими віддати наші життя в ім’я блага німецького народу. Руни навпроти мертвої голови символізують наше славне минуле, яке буде відновлено через націонал-соціалізм. Дві зіг-руни символізують абревіатуру СС. Свастика і хагалл-руна означають нашу незламну віру у неминучу перемогу нашої філософії. Перстень охоплює дубовий вінок, дуб — традиційне німецьке дерево. Перстня «Мертва голова» не можна купити чи продати. Цей перстень ніколи не має потрапити в руки того, хто не має права тримати його. Якщо ви залишите лави СС чи загинете, перстень має повернутись до рейхсфюрера СС. Незаконне придбання чи копіювання перстня суворо заборонене й переслідується законом. Носіть цей перстень з честю! Г. Гіммлер |

## Перстні після війни

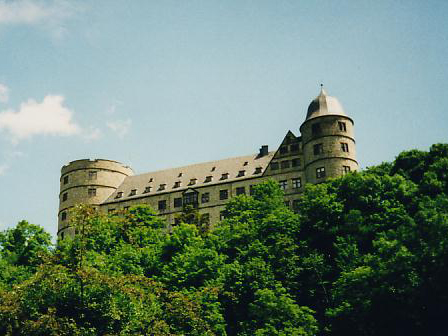
Замок Вевельсбург

У разі смерті власника чи його виходу з СС перстень мав бути переданий Гіммлеру для повернення у замок Вевельсбург як пам'ять про власника. Якщо власник перстня загинув у бою, його соратники мали докласти максимум зусиль, щоб повернути перстень та не дати йому потрапити до рук ворогів. Перстні вбитих офіцерів СС використовувались в експозиції меморіалу Schrein des Inhabers des Totenkopfringes (Гробниця власників персня «Мертва голова») в замку Вевельсбург. До 1 січня 1945 року 64 % з 14 500 перстенів було повернуто Гіммлеру, ще 10 % були втрачені. Навесні 1945 року всі персні, що зберігались у Вевельсбурзі, за вказівкою Гіммлера були поховані під штучно викликаною лавиною. Їх не знайдено донині.

## Підробки
Елітарність та містичний ореол перстня викликали й продовжують викликати цікавість. У Третьому рейху перстень «Мертва голова» вважався найпрестижнішою нагородою (хоча насправді не був державною нагородою, як орден чи іменна зброя, а вважався подарунком Гіммлера).
Перші підробки з'явились у часи Другої світової війни — їх замовляли собі, як правило, офіцери СС, які, в силу обставин, не були нагороджені справжнім перстнем. Оскільки ювелірам було заборонено робити копії перстня на продаж, їх виготовляли нелегально, в тому числі і в'язні концтаборів. Після війни копій перснів стало ще більше, особливо польського виробництва. В цілому всі копії можна розділити на кілька категорій:
- Низькоякісні копії, відмінність від оригіналу, видно неозброєним оком. Може бути невірно або криво припаяний череп, явно не відповідати шрифт тощо.
- Фантазії на тему перстня. Хоч і не є, по суті, копіями, часто видаються чи приймаються за оригінал. У таких перстнів сильно змінена форма черепа та розріз листя.
- Копії середньої якості. У таких перстнів лиття черепа може не відповідати проставленій даті, можуть бути дрібні відмінності в розрізі дубового листя, що обрамляє перстень тощо.
- Високоякісні копії. Виконані із дотриманням всіх дрібних деталей, важко відрізнити від оригіналу. Виявити підробку можна лише за допомогою запиту в архів СС, та/або за допомогою структурного аналізу металу, що показує реальний вік перстня.

Виявити оригінал доволі складно. Оскільки справжніх перстнів вкрай мало, кожен підтверджений оригінал викликає ажіотаж у колекціонерів військового антикваріату і продається досить швидко. Повна експертиза перстня досить тривала і включає до себе повну перевірку на відповідність розмірів перстня й форми черепа підтвердженим оригіналам того ж періоду, що й дата на перстні, запит архівів СС для перевірки справжності нагородження, а також структурний аналіз металу на вік. Однак 80 % підробок — копії доволі низької якості, й перевірити їх досить легко. Деякі ознаки підробок, що найчастіше зустрічаються:
- Прізвища Muller, Lohmann, Deininger, Weber на написі. Свідчать зазвичай про «польське» походження підробки.
- Перстень зроблений із золота або позолочений. Оригінальні перстні виготовлялись лише зі срібла.
- Відсутність рівної вертикальної смуги з внутрішнього боку персня — технологічного шва — прямо за черепом. Такий шов завжди був на оригіналах, що було наслідком технології виробництва.
- Присутність на внутрішньому боці перстня, окрім напису, ще будь-яких символів, наприклад, емблеми СС.

Окрім того, існують каблучки, сигнети СС довільної форми з литтям «Мертвої голови». Такі речі були дуже популярними серед офіцерів СС, однак це були не нагороди, а особисті речі, зроблені на замовлення, ніяк не пов'язані з нагородним перснем. Проте під час продажу, частіше за все, вони також називаються «Мертва голова».